# Yuna (Vorname)
Yuna ist ein weiblicher Vorname.

## Herkunft und Bedeutung
Die Herkunft des Namens Yuna ist nicht geklärt. Folgende Herleitungen sind möglich:
- alternative Schreibweise von Juna[1]
- vereinfachte Transkription des japanischen Frauennamens Yūna: 優 yū „Exzellenz“, „Überlegenheit“, „Sanftheit“; bzw. 柚 yū „Pampelmuse“, „Zitrusfrucht“ und  菜 na „Gemüse“, bzw.  奈 na, ein phonetischer Buchstaben[2]
- männlicher, brasilianischer Vorname aus der Tupi-Sprache: 'y „Wasser“ und un „schwarz“[3]; jedoch findet er als solcher in Brasilien heute keine Verwendung[4]

Es existieren auch weitere Herleitungsversuche, die jedoch nicht verifiziert werden konnten.

## Verbreitung
Der Name Yuna ist in Frankreich mäßig beliebt. In den Niederlanden verpasste der Name im Jahr 2021 knapp den Einzug in die Top 100 der beliebtesten Mädchennamen, während er diese Schwelle in der Schweiz im Jahr 2019 überwand.
In Deutschland ist der Name Yuna eher selten, jedoch wird Juna immer häufiger vergeben. Die genaue Platzierung in den aktuellen Hitlisten lässt sich nicht bestimmen, da Juna, Yuna und Youna in den Statistiken als gleichlautende Schreibweisen zusammengelegt werden. So belegte der Name im Jahr 2021 Rang 34 der Hitliste, wobei Juna mehr als doppelt so häufig gewählt wurde wie die Variante Yuna.

## Bekannte Namensträgerinnen
- Yuna Kagesaki (* 1973), japanische Mangaka
- Song Yun-ah (* 1973), südkoreanische Schauspielerin
- Yuna Itō (* 1983), US-amerikanische Sängerin
- Yuna Zarai (* 1986), malaysische Sängerin
- Kim Yu-na (* 1990), südkoreanische Eiskunstläuferin
- Lim Yoona (* 1990), südkoreanische Schauspielerin, Model, Sängerin bei Girls’ Generation

## Sonstige
- Yuna, Hauptfigur im Videospiel Final Fantasy X
- Protagonistin der TV-Serie Yuna & Stitch
- Name eines Tiefdruckgebietes am 2. März 2006[12]